# 日本バイオインフォマティクス学会
特定非営利活動法人日本バイオインフォマティクス学会（にほんバイオインフォマティクスがっかい、英: Japanese Society for Bioinformatics、略称:JSBi）は、バイオインフォマティクスの研究・教育の推進を目的とする日本の学会。

## 概要
「広く国民に対し、生物学・生命科学・情報科学が融合した学問領域であるバイオインフォマティクスに関する研究・教育を推進するための活動、またその普及啓発活動を行い、学術文化の発展を通して、人類の生活水準の向上・繁栄に寄与すること」を目指し、1999年に設立された。
本学会はバイオインフォマティクス分野最大の国際学会であるInternational Society for Computational Biology（ISCB）の地域グループとして活動しており、同時にアジアの関連学会の連合体であるAssociation of Asian Societies for Bioinformatics（AASBi）のメンバーでもある。さらに、日本に源流を持ち、かつ世界で最も長い歴史を持つバイオインフォマティクス分野の国際会議International Conference on Genome Informatics（GIW）の開催にも大きな役割を果たしてきた。学会の主な活動は、
- 年会の開催
- 各種研究会および地域部会の開催
- 日本バイオインフォマティクス学会賞の授与
- Oxford Journals-JSBi Prizeの授与
- ニュースレター発行
- 日本語総説誌「JSBi Bioinformatics Review」の発行

である。また以下のような活動もしている。
- バイオインフォマティクス技術者認定試験の主催
- バイオインフォマティクス教育における標準カリキュラムの策定
- 若手向けの夏の学校の運営
- 「バイオインフォマティクス事典」の刊行
- 「バイオインフォマティクス入門」の刊行

## 歴代会長
1. 金久實（1999年–2004年）
2. 宮野悟（2004年–2005年）
3. 江口至洋（2005年–2006年）
4. 中井謙太（2006年–2008年）
5. 後藤修 (学者)（2008年–2010年）
6. 松田秀雄 (学者)（2010年–2013年）
7. 浅井潔（2013年–2015年）
8. 清水謙多郎（2015年–2017年）
9. 木下賢吾（2017年–2019年）
10. 岩崎渉（2019年–2021年）
11. 五斗進（2021年–2023年）
12. 山西芳裕（2023年-）

## 出版物
- バイオインフォマティクス事典. 共立出版. 1 July 2006. ISBN 978-4-320-05628-2.
- バイオインフォマティクス入門. 慶應義塾大学出版会. 31 August 2015. ISBN 978-4-7664-2251-1.